# John Strong (actor)
John Strong (en ucraniano: Джон Стронг), en ucraniano: Юрій Волошин) (nacido el 9 de abril de 1969) es un actor y director pornográfico ucraniano.

## Carrera
Strong entró en la industria del cine para adultos como actor en 1998. En el año 2002, comenzó a dirigir para Anabólic Video y Diabolic Vídeo. el 30 de abril De 2004, comenzó a cantar y dirigir exclusivamente para Platinum X Pictures y  Red Light District Video. En junio de 2006, comenzó a actuar para otras empresas, pero permaneció de forma exclusiva para Platinum X Pictures y como director para Red Light District Video

## Premios
- 2004 XRCO Award – Mejor Grupo de la Escena – Flesh Hunter 5 (con Taylor Rain, Arnold Schwarzenpecker, Trent Treasure & Mark Wood)[5]
- 2006 Premio AVN – Mejor de Tres vías Escena de Sexo – se Burlan de Mí, por Favor Me 2 (con Tyla Winn & Michael Stefano)[6]
- 2008 Premio AFWG – Macho Artista del Año[7]
- 2012 Premio AVN – Mejor Escena de Sexo de Grupo – Asa Akira Es Insaciable 2 (con Asa Akira, Erik Everhard, Toni Ribas, Danny Mountain, Jon, Broc Adams & Ramon Nomar)[8]
- 2015 del Premio AVN – Mejor Escena de Sexo de Grupo – Gangbang Mí (con A. J. Applegate, Erik Everhard, el Señor Pete, Mick Blue, Ramon Nomar, James Deen , Y Jon Jon)[9]
- 2015Premio XBIZ – Mejor Escena (No-Característica de prensa) – Gangbang Me (con Adriana Chechik, Mick Blue, James Deen, Erik Everhard & Criss Strokes)[10]
- 2015 XRCO Award – Anónimo Espadachín[11]
- 2016 AVN Salón de la Fama[12]
- 2016 Premio AVN – Mejor Escena de Sexo de Grupo – Gangbang Me 2 (con Keisha Grey, Mick Blue, James Deen, Jon & Erik Everhard)[13]